# Giacomo Gaioni
Giacomo Gaioni (né le 26 avril 1905 à Roverbella et mort le 14 novembre 1988) est un coureur cycliste italien. Lors des Jeux olympiques de 1928 à Amsterdam, il a remporté la médaille d'or de la poursuite par équipes avec Cesare Facciani, Mario Lusiani et Luigi Tasselli.

## Palmarès
- 1928
  -  Champion olympique de poursuite par équipes (avec Cesare Facciani, Mario Lusiani et Luigi Tasselli)
- 1933
  - 3e de Milan-Mantoue